# Tim Hamilton (réalisateur)
Pour les articles homonymes, voir Tim Hamilton.
Tim Hamilton est un réalisateur, scénariste et producteur canadien.
Nommé en 2001 pour la Palme d'or du court métrage au 54e Festival de Cannes pour son film parodique Truth in Advertising (en français La vérité en publicité), Tim Hamilton est un réalisateur adepte de l'humour.

## Filmographie

### Réalisateur

#### Au cinéma
Longs métrages
- 2007 : Mama's Boy

Courts métrages
- 1998 : Shrink
- 2001 : Truth in Advertising
- 2008 : The Catsitter

#### À la télévision
Séries télévisées
- 2001 : The Downer Channel
- 2015 : The Second City Project